# Léandre Pourcelot
Léandre Pourcelot, né le 7 septembre 1940 aux Ravières d'Orchamps-Vennes dans une famille de 10 enfants, est un docteur-ingénieur et médecin français. Il a réalisé le premier appareil européen à effet Doppler ultrasonore pour l'étude de la circulation sanguine, et participé à la mise au point de l'échographie moderne à balayage électronique. Son domaine d'activité concerne l'instrumentation ultrasonore et ses applications cliniques et spatiales.

## Biographie
Il obtient son diplôme d'ingénieur en électronique en 1963 à l'INSA de Lyon. L. Pourcelot y devient ensuite enseignant chercheur. Il débute alors sa thèse de doctorat et développe un appareil Doppler à émission continue pour l'étude des flux sanguins. Il obtient son diplôme de Docteur-Ingénieur en 1967 sur le thème Étude et réalisation d'un débitmètre à effet Doppler utilisable en télémesure. Entre-temps cet appareil a été testé en chirurgie expérimentale (Pr Descotes) ainsi que pour la débitmétrie dans les shunts artério-veineux et les tubulures de rein artificiel (Pr Traeger).
Il rejoint en 1968 l’université de Tours où il est maître de conférences puis professeur. En 1972, son équipe et lui développent l'un des premiers échographes temps-réel basés sur le balayage électronique de barrette linéaire de transducteurs.
Cependant Pourcelot continue ses recherches sur l'échographie Doppler. En 1972 et en 1974, il définit l'« index de résistance », ou « index de Pourcelot », utilisé dans l'évaluation des formes d'onde de vitesse Doppler (pic de vitesse systolique moins vitesse en fin de diastole / vitesse maximale systolique, reflétant la résistance vasculaire). En 1977, il est l'un des pionniers pour la mise au point du Doppler couleur. De 1979 à 1982, avec son équipe, il met au point en collaboration avec le CNES (Centre national d'études spatiales) et Matra le premier appareil au monde d'échographie-Doppler pour l'étude du système cardiovasculaire des astronautes. Cet appareil partira à bord de la station orbitale soviétique Salyout 7 lors du vol du cosmonaute français Jean-Loup Chrétien en 1982. L'appareil resté à bord de Salyout 7 sera utilisé en 1984 par l'équipage soviétique commandé par Leonid Kizim, lors du vol record du monde de séjour en apesanteur de 237 jours. Il partira ensuite sur la navette spatiale américaine à l'occasion du vol de Patrick Baudry en 1985. Un second échographe-Doppler, nommé « As de Cœur », sera développé par l'équipe de biophysique de Léandre Pourcelot et servira à bord de la station orbitale Mir de 1988 à 1999.
Léandre Pourcelot complète ses études pour devenir médecin en 1977 à l'université François-Rabelais de Tours et se spécialise en médecine nucléaire jusqu'en 1980. Plus tard, il devient chef du département de médecine nucléaire et ultrasons du CHRU de Tours (1980-2006), directeur d'un groupement d'intérêt public sur les ultrasons (1990-2006) et directeur de l'unité Inserm 316 “Système nerveux du fœtus à l'enfant” (1988-2004). Il est également cofondateur de plusieurs entreprises : Delalande Électronique, Vermon, Ultrasons Technologies…
Il a coordonné de nombreux programmes de recherche internationaux, en particulier comme « principal investigator » pour l'étude du cœur et des vaisseaux sanguins des astronautes, lors de vols spatiaux franco-soviétiques (1982, 1984, 1988) et franco-américains (1985).
Il est cofondateur de la Société française pour l'application des ultrasons en médecine et biologie (1972),, du Club Doppler de France (1976) et de la Fondation Thérèse-et-René-Planiol pour l'étude du cerveau (2005). Il est membre de nombreuses sociétés savantes, en particulier de la World Federation for Ultrasound, de l’International Academy of Astronautics, de l’International Academy for Medical and Biological Engeenering et de la Christian Doppler Academy.
Auteur de plus de 200 publications, Lauréat de l'Académie nationale de médecine (1981) et de l'Académie des sciences (1983), Prix du Rayonnement français (1986), titulaire de la Médaille Ampère SEE (1997) et du Prix « Montgolfier » de la Société d'encouragement pour l’industrie nationale (SEIN) (1998), il a reçu en 1995, le prestigieux IEEE Judith A. Resnik Award pour ses travaux sur l'échographie dans l'évaluation du système cardio-vasculaire durant un vol spatial. En 2003, il a été honoré de la médaille Ian Donald (en) pour le mérite technique de l’International Society of Ultrasound in Obstetrics and Gynaecology (ISUOG).